# Spicara nigricauda
Spicara nigricauda är en fiskart som först beskrevs av Norman, 1931.  Spicara nigricauda ingår i släktet Spicara och familjen Centracanthidae. Inga underarter finns listade i Catalogue of Life.